# Waalse Pijl 1976
De 40e editie van de Belgische wielerwedstrijd Waalse Pijl werd gehouden op donderdag 15 april 1976. Start en finish waren voor de derde keer op rij in Verviers. Het parcours door de Ardennen had een lengte van 227 kilometer. Aan het vertrek verschenen 152 renners van wie 42 de finish bereikten.

## Verloop
Joop Zoetemelk behaalde zijn eerste zege in een Belgische klassieker. Hij was ook de eerste Nederlander die deze wedstrijd won, dat is hij anno 2025 nog altijd. Zoetemelk demarreerde op vijftig kilometer voor het einde uit een kopgroep van elf renners. Op de eindstreep had hij bijna een minuut voorsprong op de Belgische favorieten Frans Verbeeck (tweede), Freddy Maertens (derde) en Eddy Merckx (vierde). 
In de straten van Verviers ging het bijna mis. Zoetemelk werd door de politie een verkeerde weg ingestuurd. De Nederlandse koploper zag dat het niet klopte, omdat er geen publiek meer langs de kant stond. Hij draaide zich snel om en keerde met ruim een halve minuut tijdverlies terug op het parcours. De voorsprong op de drie achtervolgers was ruim genoeg om de overwinning niet in gevaar te brengen.
Zoetemelk reed in een hoog tempo en verbrak met een gemiddelde van bijna 39,6 kilometer per uur het wedstrijdrecord. De tijdverschillen op de streep waren vrij groot. De Belg Walter Godefroot won de sprint van een achtervolgende groep van vijf renners. Hij werd vijfde op vijf minuten en 44 seconden. De nummer tien Ludo Peeters had bijna tien minuten achterstand.

## Uitslag
| Waalse Pijl 1976 |                    |                        |          |
| Plaats           | Naam               | Ploeg                  | Tijd     |
| Winnaar          | Joop Zoetemelk     | Gan-Mercier-Hutchinson | 5u43'58" |
| 2                | Frans Verbeeck     | IJsboerke-Colnago      | + 57"    |
| 3                | Freddy Maertens    | Flandria-Velda         | z.t.     |
| 4                | Eddy Merckx        | Molteni-Campagnolo     | z.t.     |
| 5                | Walter Godefroot   | IJsboerke-Colnago      | + 5'44"  |
| 6                | Herman Vanspringel | Flandria-Velda         | z.t      |
| 7                | Dietrich Thurau    | TI-Raleigh-Campagnolo  | z.t      |
| 8                | André Dierickx     | Maes-Rokado            | z.t      |
| 9                | Lucien Van Impe    | Gitane-Campagnolo      | z.t.     |
| 10               | Ludo Peeters       | IJsboerke-Colnago      | + 9'57"  |

1936 · 1937 · 1938 · 1939 · 1940 · 1941 · 1942 · 1943 · 1944 · 1945 · 1946 · 1947 · 1948 · 1949 · 1950 · 1951 · 1952 · 1953 · 1954 · 1955 · 1956 · 1957 · 1958 · 1959 · 1960 · 1961 · 1962 · 1963 · 1964 · 1965 · 1966 · 1967 · 1968 · 1969 · 1970 · 1971 · 1972 · 1973 · 1974 · 1975 · 1976 · 1977 · 1978 · 1979 · 1980 · 1981 · 1982 · 1983 · 1984 · 1985 · 1986 · 1987 · 1988 · 1989 · 1990 · 1991 · 1992 · 1993 · 1994 · 1995 · 1996 · 1997 · 1998 · 1999 · 2000 · 2001 · 2002 · 2003 · 2004 · 2005 · 2006 · 2007 · 2008 · 2009 · 2010 · 2011 · 2012 · 2013 · 2014 · 2015 · 2016 · 2017 · 2018 · 2019 · 2020 · 2021 · 2022 · 2023 · 2024 · 2025 · 2026
Lijst van beklimmingen